# Luke Combs
Luke Albert Combs (Charlotte, Carolina del Norte, Estados Unidos; 2 de marzo de 1990), más conocido como Luke Combs, es un cantante y compositor estadounidense. Es considerado el nuevo referente del country y uno de los cantantes más populares y exitosos de dicho género.

## Biografía
Luke Combs nació en Charlotte, Carolina del Norte, y creció en Asheville, Carolina del Norte. Ha estado presentándose como vocalista desde su infancia. Mientras asistía a la Secundaria A. C. Reynolds. Combs jugaba fútbol y participaba en múltiples grupos vocales, incluyendo interpretaciones en solitario en el mundialmente conocido Carnegie Hall. Más tarde, asistió al Appalachian State University antes de trasladarse a Nashville para perseguir una carrera en la música.
A principios de 2016, Combs comenzó a salir con Nicole Hocking, y se comprometieron en noviembre de 2018. Se casaron en Florida el 1 de agosto de 2020. El 20 de enero de 2022, Combs y Hocking anunciaron que estaban esperando su primer hijo. Su hijo, Tex Lawrence Combs, nació el 19 de junio de 2022. En marzo de 2023 se hizo público que iban a ser padres por segunda vez. Su segundo hijo, Beau Lee Combs, nació el 15 de agosto de 2023.

## Música
Combs publicó su primer EP, The Way She Rides, en febrero de 2014. Más tarde ese mismo año, publicó su segundo EP, Can I Get an Outlaw. En 2015, el primer sencillo de Combs, «Hurricane», alcanzó el Top 10 en iTunes Country Charts, vendiendo 15.000 copias en su primera semana, y debutó en el n.º 46 en el Billboard Hot Country Songs. En noviembre de 2015, Combs publicó su tercer EP, This One's for You. Combs firmó un contrato discográfico con Sony Music Nashville, y «Hurricane» fue relanzado por Columbia. El sencillo alcanzó la posición n.º 4 en el Billboard Hot Country Songs.

## Discografía
Álbumes de estudio
- 2017: This One's for You
- 2019: What You See Is What You Get
- 2022: Growin' Up
- 2024: Gettin' Old
- 2024: Fathers & Sons

EP
- 2014: The Way She Rides
- 2014: Can't I Get an Oulaw
- 2015: This One's for You
- 2019: The Prequel